# Rafał Dutka
Rafał Dutka  (ur. 14 sierpnia 1985 w Nowym Targu) – polski hokeista, reprezentant Polski.

## Kariera
- Podhale Nowy Targ (2002–2010)
- MMKS Podhale Nowy Targ (2010–2012)
- GKS Tychy (2012–2013)
- 1928 KTH Krynica (2013)
- Ciarko PBS Bank KH Sanok (2013–2015)
- Cracovia (2015-2018)
- Podhale Nowy Targ (2018-)

Wychowanek nowotarskiego Podhala. Od maja 2012 zawodnik GKS Tychy. Od 2013 zawodnik drużyny 1928 KTH Krynica. 22 listopada 2013 rozwiązał kontrakt z klubem. Tego samego dnia został zawodnikiem drużyny z Sanoka. W maju 2014 przedłużył kontrakt z klubem o rok. Od maja 2015 zawodnik Cracovii. W maju 2018 ponownie został zawodnikiem Podhala.
W barwach reprezentacji Polski do lat 18 wystąpił na turniejach mistrzostw świata juniorów do lat 18 w 2003 (Dywizja I). W barwach reprezentacji Polski do lat 20 wystąpił na turnieju mistrzostw świata juniorów do lat 20 w 2004 (Dywizja II). W barwach seniorskiej kadry Polski uczestniczył w turnieju mistrzostw świata 2010, 2011, 2013, 2014, 2015 (Dywizja I).

## Sukcesy
Reprezentacyjne

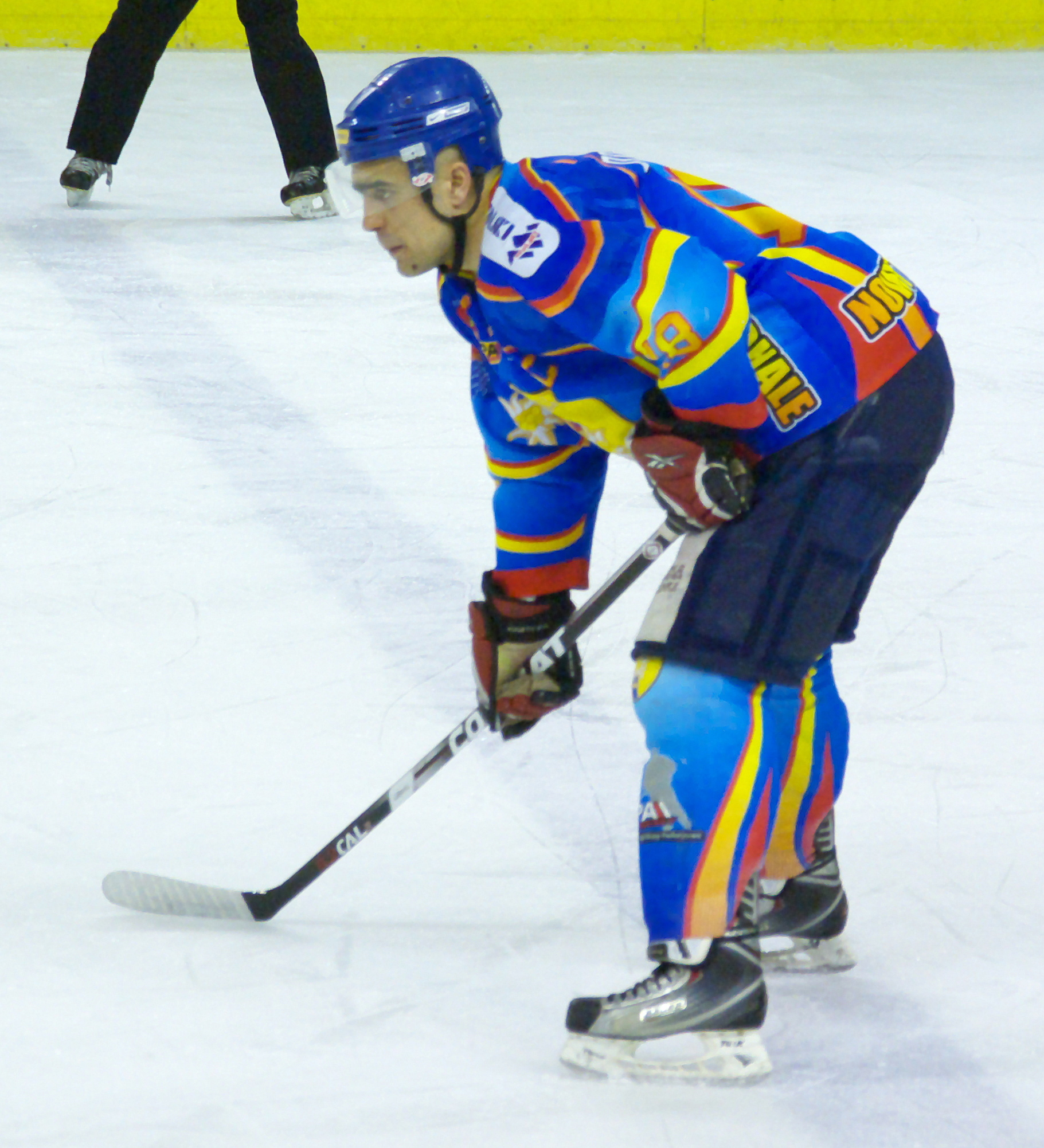
Rafał Dutka w barwach MMKS Podhale (2011)

- Awans do mistrzostw świata do lat 20 Dywizji I Grupy A: 2004
- Awans do mistrzostw świata Dywizji I Grupy A: 2014

Klubowe
- Mistrzostwo Interligi: 2004 z Podhalem Nowy Targ
- Złoty medal mistrzostw Polski: 2007, 2010 z Podhalem Nowy Targ, 2014 z Ciarko PBS Bank KH Sanok, 2016, 2017 z Cracovią
- Puchar Polski: 2003, 2003 z Podhalem Nowy Targ, 2015 z Cracovią
- Brązowy medal mistrzostw Polski: 2008, 2009 z Podhalem Nowy Targ, 2013 z GKS Tychy
- Finał Pucharu Polski: 2005 z Podhalem, 2013, 2014 z Ciarko PBS Bank KH Sanok, 2017 z Cracovią
- Superpuchar Polski: 2016, 2017 z Cracovią

Indywidualne
- Mistrzostwa Świata Juniorów w Hokeju na Lodzie 2004/II Dywizja#Grupa A:
  - Pierwsze miejsce w klasyfikacji asystentów turnieju: 13 asyst[9]
  - Piąte miejsce w klasyfikacji kanadyjskiej turnieju: 14 punktów[10]
- Euro Ice Hockey Challenge 2014/2015 (turniej w Toruniu 2015):
  - Najlepszy obrońca turnieju[11]